# Zuienkerke
Zuienkerke är en kommun i provinsen Västflandern som ligger i Belgiens delstat Flandern. Zuienkerkes kommun består av fyra byar: Zuienkerke, Meetkerke, Houtave och Nieuwmunster.  Zuienkerke ligger mellan Västflanderns huvudstad Brygge och den belgiska kusten (nära städer som Blankenberge, Wenduine och De Haan). 
I kommunen bor omkring 2 800 personer.